# Вест Хемптон Дунс (Њујорк)
Вест Хемптон Дунс (енгл. West Hampton Dunes) град је у америчкој савезној држави Њујорк.

## Демографија
По попису из 2010. године број становника је 55, што је 44 (400,0%) становника више него 2000. године.
| Група             | 2000.      | 2010.      |
| Белци             | 10 (90,9%) | 52 (94,5%) |
| Афроамериканци    | 0 (0,0%)   | 0 (0,0%)   |
| Азијати           | 1 (9,1%)   | 1 (1,8%)   |
| Хиспаноамериканци | 0 (0,0%)   | 2 (3,6%)   |
| Укупно            | 11         | 55         |